# ایناری تراسویرتا
ایناری تراسویرتا (انگلیسی: Einari Teräsvirta; ۱۷ دسامبر ۱۹۱۴ – ۲۳ نوامبر ۱۹۹۵) ژیمناست هنری اهل فنلاند بود.